# Hardtbach (Radevormwald)
Hardtbach ist eine Ortslage in dem zu Radevormwald gehörenden Ort Dahlhausen im Oberbergischen Kreis im Regierungsbezirk Köln in Nordrhein-Westfalen.

## Lage und Beschreibung
Der ehemals selbständige Ortsteil Hardtbach liegt nordwestlich von Radevormwald an der Landesstraße L 81 im Tal des in die Wupper mündenden Hardtbaches. Die Nachbarorte heißen Vogelsmühle, Dahlhausen und die zu Wuppertal gehörenden Orte Hardtbacher Höhe und Mesenholl.

## Geschichte
Hardtbach gehörte im 19. Jahrhundert zur Honschaft Walbrecken in der Bürgermeisterei Lüttringhausen. Der laut der Statistik und Topographie des Regierungsbezirks Düsseldorf 1832 als Tagelöhnerwohnung kategorisierte Ort besaß zu dieser Zeit ein Wohnhaus. Zu dieser Zeit lebten sechs Einwohner im Ort, alle evangelischen Glaubens.
Die Preußische Uraufnahme von 1840 bis 1843 zeigt an der Stelle von Hardtbach einen Gebäudegrundriss ohne eine Ortsbezeichnung anzugeben. In der historischen topografischen Karte (Preußische Neuaufnahme) von 1892 bis 1894 ist „Hardtbach“ erstmals verzeichnet. Die Ortsbezeichnung Hardbach wird in den topografischen Karten bis 1952 geführt.
Im Gemeindelexikon für die Provinz Rheinland von 1888 werden für Hardtbach zwölf Wohnhäuser mit 152 Einwohnern angegeben. Im Ort stand von 1851 bis zum Anfang des 20. Jahrhunderts die Hardtbacher Mahlmühle.